# كريستي دوبوز
كريستي دوبوز (بالإنجليزية: Kristi DuBose)‏ هي قاضية ومحامية أمريكية، ولدت في 1 أكتوبر 1964 في بريوتون في الولايات المتحدة.